# Naturschutzgebiet Sonder

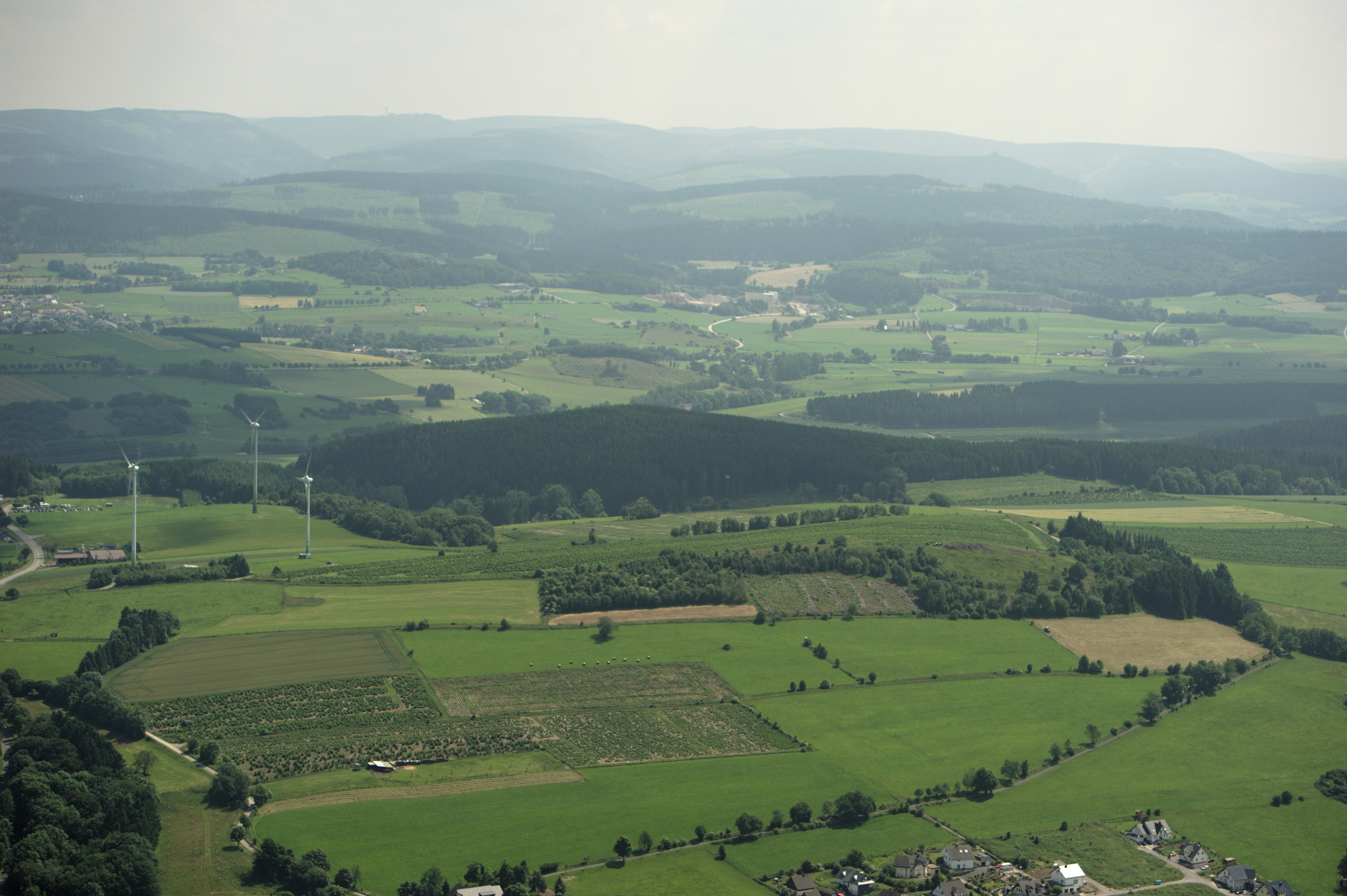
Sonder bei Scharfenberg (im Vordergrund rechts)

Das Naturschutzgebiet Sonder mit einer Größe von 3,18 ha liegt südlich von Scharfenberg im Stadtgebiet von Brilon. Das Gebiet wurde 2008 mit dem Landschaftsplan Briloner Hochfläche durch den Hochsauerlandkreis als Naturschutzgebiet (NSG) ausgewiesen. Das NSG gehört seit 2023 zum Vogelschutzgebiet Diemel- und Hoppecketal mit angrenzenden Wäldern.

## Gebietsbeschreibung
Das NSG liegt auf einer Bergkuppe und ist von Grünland sowie Weihnachtsbaumkulturen umgeben. Beim NSG handelt es sich um eine kleine, weitgehend intakte Zwergstrauchheide. Kleinflächig sind Borstgrasrasen eingestreut. Im Südosten grenzt an die Heide ein lang gezogener, etwa 0,5 ha großer, artenreicher Borstgrasrasen an. Der nördliche Rand und das östliche Drittel der Fläche befinden sich in einem Vorwaldstadium mit vielen Gehölzen. Die Fläche wird zum Großteil mit Schafen beweidet.
Zum Wert des Gebietes dokumentiert der Landschaftsplan: „Die Fläche stellt einen in der Region höchst gefährdeten und seltenen Lebensraumkomplex dar, welcher von nahezu intakten Vegetationsgesellschaften geprägt ist. Sie ist im höchsten Maße erhaltens- und schützenswert und ist ein bedeutender Refugiallebensraum.“
Im NSG kommen seltene Pflanzenarten vor. Es wurden durch das Landesamt für Natur, Umwelt und Verbraucherschutz Nordrhein-Westfalen Pflanzenarten Arten wie Acker-Witwenblume, Besenheide, Borstgras, Draht-Schmiele, Dreizahn, Echtes Labkraut, Geflecktes Johanniskraut, Haar-Ginster, Harzer Labkraut, Heidelbeere, Kleiner Sauerampfer, Preiselbeere, Rotschwingel, Rundblättrige Glockenblume, Sauerampfer, Schafschwingel, Siebenstern und Weiches Honiggras nachgewiesen.

## Schutzzweck
Wie bei allen Naturschutzgebieten in Deutschland wurde in der Schutzausweisung darauf hingewiesen, dass das Gebiet „wegen der Seltenheit, besonderen Eigenart und Schönheit des Gebietes“ zum Naturschutzgebiet wurde.
Der Landschaftsplan führt zum speziellen Schutzzweck auf: „Erhaltung, Optimierung und Ausweitung einer kompakten, gut ausgeprägten Zwergstrauchheide als kulturhistorisches Relikt (Ergebnis früherer Waldhude) sowie als schutzbedürftiger Biotoptyp und als Lebensraum einiger gefährdeter Pflanzenarten; Stabilisierung dieses Biotopmosaiks aus Heide und Borstgrasrasen durch die genannten Pflegeeingriffe; Schutz eines Trittsteinbiotops im Zusammenhang mit einem ähnlichen Heide-NSG südlich dieses Gebietes (‚Gretenberg‘); Sicherung und Verbesserung der hervorragenden landschaftlichen Bedeutung der Kuppe als Aussichtspunkt.“